# Готлиб, Эди
Эди (Ади) Готлиб (ивр. אדי גוטליב‎), урождённый Эдуард Эдуардович Готлиб (род. 16 августа 1992, Кармиэль, Израиль) — израильский и российский футболист, игравший на позиции защитника.

## Клубная карьера
Родился в Израиле, однако имеет российские корни и гражданство РФ.
Начал свою карьеру в клубе «Хапоэль» из города Акко, в 2015 году перешёл в одноимённый клуб из Тель-Авива.
В 2012—2014 годах привлекался в молодёжную сборную Израиля.